# علاقات جامعة الدول العربية الخارجية
تأسست جامعة الدول العربية عام 1945، وتضم 25 عضوًا وأربعة أعضاء مراقبين هم: البرازيل وإريتريا والهند وفنزويلا. 

تعد جامعة الدول العربية نفسها مراقبًا في العديد من المنظمات الدولية والإقليمية، مثل حركة عدم الانحياز; والأمم المتحدة;  منظمة التعاون الإسلامي; والاتحاد الأفريقي وشاركت في عدة مؤتمرات قمة لرابطة دول جنوب شرق آسيا.

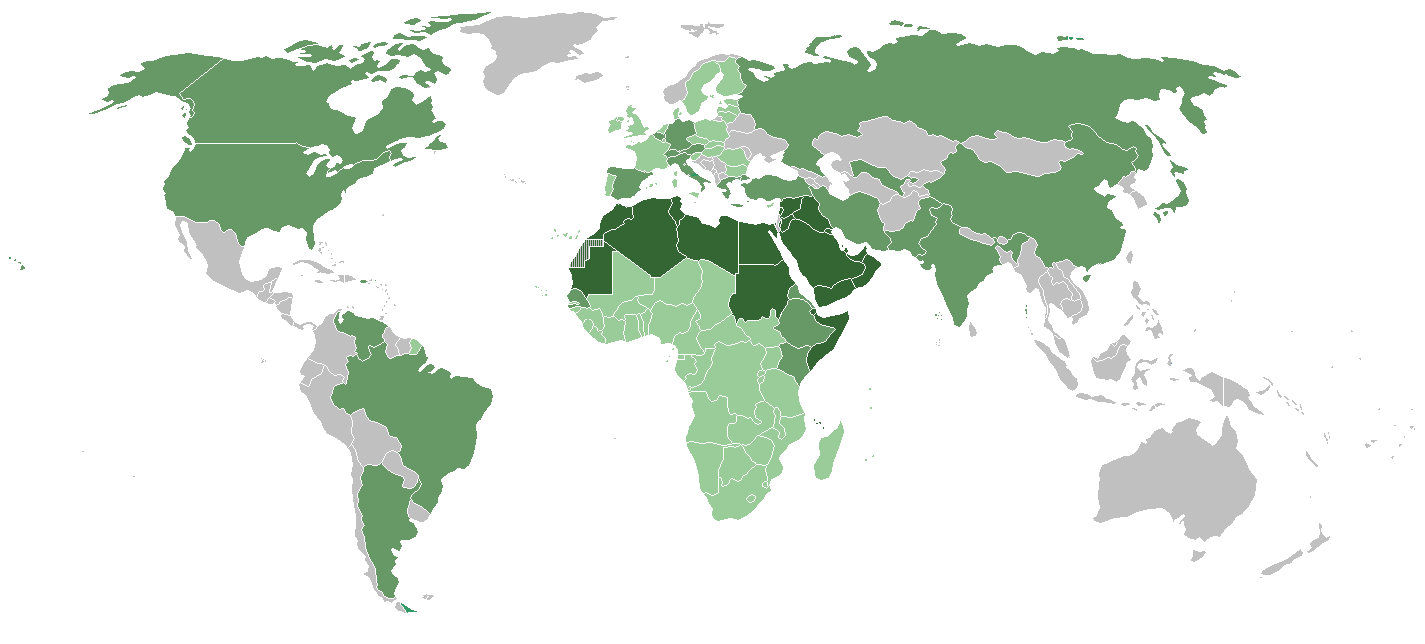
العلاقات الدبلوماسية لجامعة الدول العربية
الدول الأعضاء في جامعة الدول العربي
سفارات ووفود ومكاتب جامعة الدول العربية
الاتحاد الأوروبي والاتحاد الأفريقي

## سياسة الدول المجاورة
سياسة دول الجوار العربية هو اقتراح تم الاتفاق عليه في القمة الثانية والعشرين لجامعة الدول العربية في مدينة سرت الليبية، حيث اقترح الأمين العام عمرو موسى إنشاء سياسة الجوار العربي، لتوطيد العلاقات مع الدول المجاورة لجامعة الدول العربية.
الدول التي من المتوقع أن يتم تضمينها في سياسة الجوار العربي هي تركيا وإيران وباكستان وقبرص واليونان وإيطاليا وفرنسا وإسبانيا والسنغال ومالي والنيجر وتشاد وإثيوبيا وكينيا وإريتريا.

## العلاقات متعددة الأطراف

### الاتحاد الأفريقي
بدأت العلاقات الرسمية بين المنظمتين في عام 1977، عندما أعلنتا تعاونهما في الشؤون المالية والسياسية والاقتصادية. في قمة بين المنظمتين في القاهرة في نفس العام، وقعتا عدة معاهدات تهدف إلى تحسين التعاون.
في 16 يناير 2008، أرسلت جامعة الدول العربية وفدا إلى مقر الاتحاد الأفريقي في أديس أبابا، للاطلاع على عمل مجلس الأمن والسلام الأفريقي، الذي يعمل منذ عام 2004، قرار جامعة الدول العربية بتشكيل مجلس سلام وأمن عربي اتخذ في أعقاب حرب لبنان 2006، لنشر قوات حفظ السلام في دارفور وجنوب لبنان والصومال، في حين لم لم يتم الحديث عن مناطق أخرى مثل العراق، حيث أن الموقف الرسمي لجامعة الدول العربية يستنكر أي شكل من أشكال القوات الأجنبية في العراق حفاظا على الاستقرار.

#### إريتريا
في عام 2003 ، أصبحت إريتريا أول مراقب في الهيئة العربية، مما فتح الباب لها لتصبح عضوًا محتملاً في الجامعة، فيما نفى الرئيس الإريتري الحالي وجود أي خطط للانضمام إلى الجامعة في المستقبل القريب. 

### رابطة أمم جنوب شرق آسيا
بحلول يناير 2008، لم يكن لدى جامعة الدول العربية ورابطة أمم جنوب شرق آسيا علاقات مهمة، لكن المجلس الاقتصادي لجامعة الدول العربية قرر توسيع التعاون الاقتصادي مع الكتل الإقليمية، للاستفادة من تجربتها الاقتصادية وتنميتها، وبدأ الاتصال برابطة دول جنوب شرق آسيا (أسيان)، لبناء علاقات أفضل وزيادة الاستثمارات من هذه المنطقة، والتعلم من إنجازاتهم الاقتصادية لتطبيقها في دول الجامعة. مما سيساعد الدول العربية على زيادة الاستثمارات الداخلية والواردات والصادرات الداخلية، وقع رئيس الوفد، وكذلك الأمين العام للمجلس العربي للتنمية الاقتصادية، الدكتور أحمد جويلي على اتفاقية تفاهم وتعاون بين المنظمتين. واختتم الوفد الزيارة معلنا عن اقتراح ثلاث اتحادات عربية جديدة على القمة السابعة والثمانين للمجلس في الفترة المقبلة.

### الاتحاد الأوربي
تشترك جامعة الدول العربية والاتحاد الأوروبي في علاقات مشتركة منذ تطور الاتحاد الأوروبي إلى قوة سياسية أكثر من كونها اقتصادية، في القمة التاسعة عشرة لجامعة الدول العربية في المملكة العربية السعودية، حضر خافيير سولانا القمة، مما أعطى دعم الاتحاد الأوروبي الكامل للدول العربية. مبادرة السلام للرابطة لعام 2002. وعقب هذه القمة ، عقد عدة اجتماعات مع الرئيس الفلسطيني محمود عباس والأمين العام لجامعة الدول العربية عمرو موسى . وخاطب في القمة القادة العرب:
«مرة أخرى نجد أنفسنا معًا ، الاتحاد الأوروبي والجامعة العربية ، مرة أخرى لدينا فرصة لإعادة تأكيد التزامنا المشترك بقيم الحضارة التي نتشاركها ، ويتعين على الأوروبيين والعرب أكثر من أي وقت مضى مواجهة التحديات المشتركة ، أنا واثق من أننا سنجد طرقًا جديدة لتحسين تعاوننا» 

#### فرنسا
كانت فرنسا قريبة تاريخيًا من العالم العربي ، بدءًا من منطقة المغرب العربي والشرق الأدنى ، لكن أقرب علاقات فرنسا تعتبر مع الجزائر ، حيث كانت مستعمرة لفرنسا لنحو 132 عامًا ، في حرب التحرير الدموية اليوم تعتبر العلاقات جيدة نوعا ما، وتعتبر العلاقة مع فرنسا من أكثر العلاقات ودية مع جميع الدول العربية ، حيث يبلغ عدد السكان العرب في فرنسا حوالي 03 مليون عربي ، وتحمل فرنسا أكبر مركز ثقافي عربي خارج جامعة الدول العربية.
- الجزائر

- لبنان

منذ انتهاء الحرب الأهلية اللبنانية ، لعبت فرنسا دورًا نشطًا في إعادة إعمار لبنان. The Hexagon هو المستثمر الرائد في بلد Ceders.
- ليبيا

طورت ليبيا علاقات وثيقة بشكل خاص مع فرنسا بعد حرب حزيران / يونيو 1967 ، عندما خففت فرنسا حظر الأسلحة على مقاتلي الشرق الأوسط غير المتواجدين في خط المواجهة ووافقت على بيع الأسلحة لليبيين. في عام 1974 وقعت ليبيا وفرنسا اتفاقية تبادلت ليبيا بموجبها إمدادات نفطية مضمونة للمساعدة الفنية والتعاون المالي.

### أمريكا اللاتينية

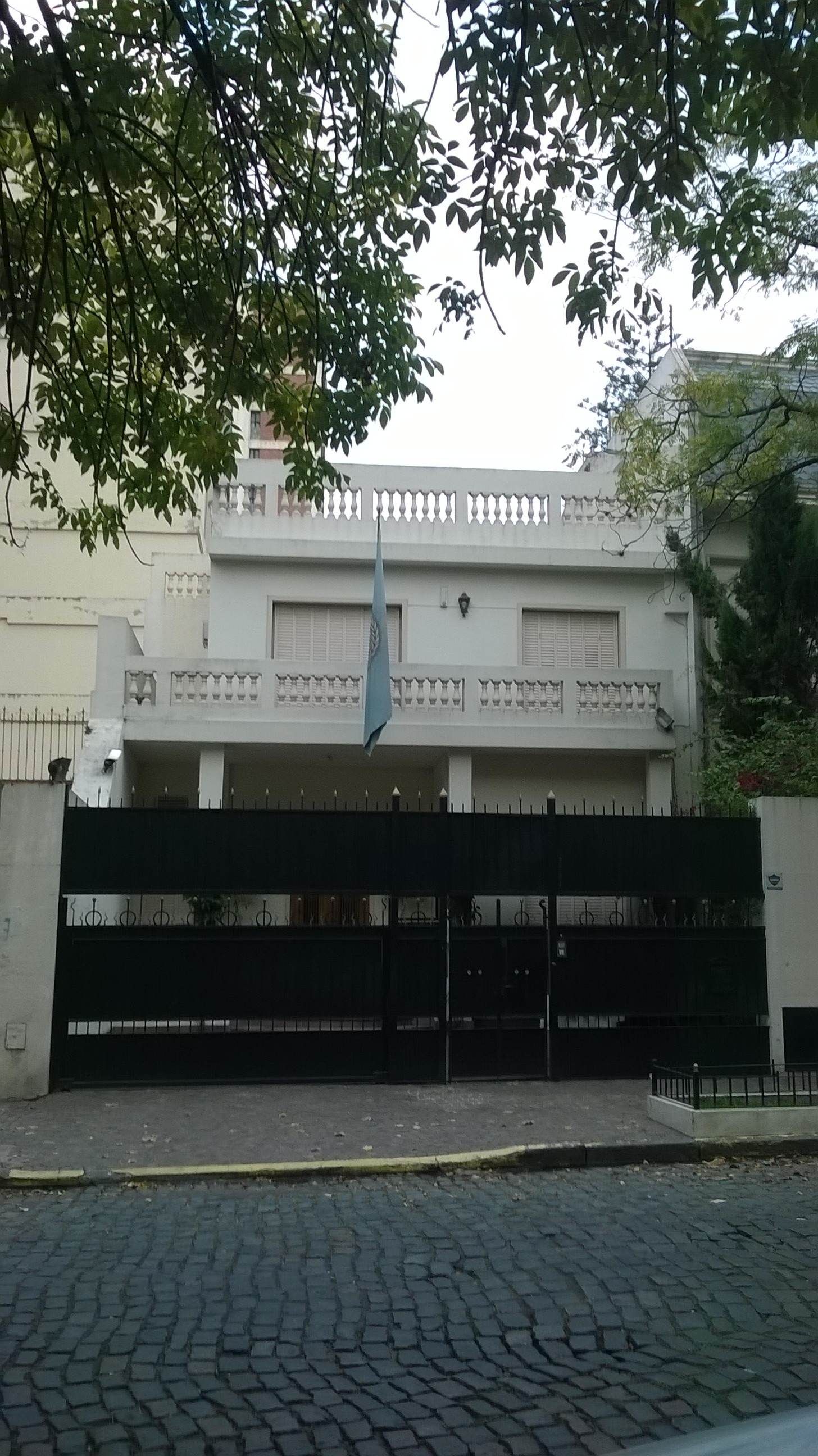
سفارة جامعة الدول العربية في بوينس آيرس ، الأرجنتين

تم تأسيس العلاقات بين جامعة الدول العربية واتحاد دول أمريكا الجنوبية (USAN) فقط في الآونة الأخيرة. صرح الأمين العام لجامعة الدول العربية عمرو موسى أن الوقت قد حان لجامعة الدول العربية وأمريكا اللاتينية للبحث عن علاقات قوية. يعيش أكثر من 20 مليون عربي في أمريكا اللاتينية ، تحتوي البرازيل على أكثر من نصف هذا العدد. ونتيجة لذلك ، كان الرئيس لويس إيناسيو لولا دا سيلفا صريحًا بشكل خاص في الجهود المبذولة لتحسين العلاقات.
تتركز العلاقات العربية الأمريكية اللاتينية بشكل أساسي على الطاقة والتجارة ، مما يعزز العلاقات بين المنطقتين. في مايو 2005 ، عُقدت القمة الأولى لدول أمريكا الجنوبية والدول العربية (ASPA) في البرازيل ، بحضور 34 دولة لمناقشة التجارة والطاقة. الاقتصادات العربية وأمريكا اللاتينية متكاملان. طورت أمريكا اللاتينية مهارات عالية التقنية وصناعات ستجد أسواقًا جاهزة في العالم العربي وكذلك إنتاجها الزراعي. تعتبر دول أمريكا اللاتينية متعطشة أيضا للطاقة وسوق النفط العربي والبتروكيماويات. كما لديهم أيضًا مصالح مشتركة أخرى ، وليس فقط الرغبة في رؤية إلغاء الإعانات التي تسمح للمزارعين الأوروبيين والأمريكيين بتدمير سبل عيش نظرائهم في أماكن أخرى من العالم. في الاقتصاد العالمي المتزايد ، يريد كلاهما تجنب هيمنة الشركات متعددة الجنسيات.
ومع ذلك ، ظلت القمة تركز على السياسة وليس الاقتصاد ، مع دعوة مشتركة لإسرائيل لتفكيك المستوطنات ، والقلق بشأن العقوبات الأمريكية ضد سوريا ، والدعوة لإصلاح الأمم المتحدة ، والدعم العربي لموقف الأرجنتين في جزر فوكلاند . إن تطوير العلاقات التجارية بين العالم العربي وأمريكا الجنوبية سيوفر توازنًا لا يقدر بثمن لاعتماد المنطقتين المفرط على أوروبا والولايات المتحدة واليابان في الاستيراد والخبرة. 
منذ أن بدأت العديد من الدول في الاعتراف بالقدس عاصمة لإسرائيل بعد قيادة دونالد ترامب في عام 2017 ، بدأت العديد من دول أمريكا اللاتينية في تغيير موقفها. عندما اعترفت غواتيمالا بالقدس عاصمة لإسرائيل ، قطعت جامعة الدول العربية العلاقات معها في عام 2018. 

#### البرازيل
تم قبول البرازيل كمراقب في جامعة الدول العربية في عام 2002  أو 2003.  تتمتع البلاد بتراث عربي قوي ، حيث يبلغ عدد سكانها أكثر من 12 مليون نسمة من أصل عربي ، والكثير منهم من لبنان . عقدت القمة الأولى لأمريكا الجنوبية والدول العربية (ASPA)  في البرازيل في مايو 2005 ، بحضور 34 دولة.

#### فنزويلا
فنزويلا لديها عدد كبير من السكان العرب من سوريا ولبنان وفلسطين ، وقد دعمت القضية الفلسطينية ، وهي واحدة من دولتين في أمريكا اللاتينية التي قطعت العلاقات مع إسرائيل (والأخرى هي بوليفيا). مُنحت صفة مراقب في جامعة الدول العربية عام 2006. 

## علاقات ثنائية

### الهند
نظرًا لكونها مُنحت وضع المراقب في عام 2007 ، كانت الهند أول عضو يدخل الجامعة العربية على الرغم من عدم وجود مجتمع عربي فيها ، كما أنه لا يوجد بها سكان أصليون يتحدثون اللغة العربية. ومع ذلك ، فإن لديها عددًا كبيرًا من الأشخاص الذين يزعمون أنهم من أصل عربي. بلغت قيمة التجارة بين الهند وأعضاء جامعة الدول العربية 30 مليار دولار أمريكي في عام 2007.  الصادرات الرئيسية للهند إلى دول جامعة الدول العربية هي المواد الكيميائية والسيارات والآلات والمواد الغذائية وغيرها من المنتجات سريعة الحركة ، في حين أنها مستورد كبير للنفط والغاز العربي. الهند لديها أيضا شتات كبير في دول جامعة الدول العربية حوالي 05 مليون ، منهم حوالي 20 ٪ من المهنيين. 
تتمتع عمان والهند بعلاقات جيدة بشكل خاص ، على سبيل المثال ؛ يتبادل البلدان زيارات السفن بشكل منتظم.  في الآونة الأخيرة ، منحت عمان الهند حقوق الرسو لسفن البحرية الهندية.   تقوم البحرية الهندية أيضًا بتدريب القوات البحرية العمانية لسنوات عديدة. 
قطر هي الدولة الأخرى الوحيدة في جامعة الدول العربية ، باستثناء عُمان ، التي لديها علاقة عسكرية مهمة مع الهند.  يضمن الاتفاق لقطر التدخل الهندي في حالة تهديد مصالح قطر.  ضباط البحرية من قطر ، مثل عمان يتدربون في الهند تحت معاهد البحرية الهندية. تتمتع الهند أيضًا ببعض العلاقات العسكرية مع الكويت والإمارات العربية المتحدة ، وتتمركز بشكل أساسي في المجال البحري ، وكثيراً ما تتبادل الزيارات البحرية الودية.  تسعى الإمارات العربية المتحدة للحصول على مساعدة الهند في تكوين فريق غواصة ومسح هيدروغرافي وإدارة المنطقة الساحلية.  بالإضافة إلى ذلك ، أبدت الإمارات اهتمامًا بتدريب أفرادها البحريين في الهند 
كما أعرب بعض أعضاء جامعة الدول العربية ، وتحديداً الإمارات العربية المتحدة ، عن دعمهم لنشر القوات الهندية في العراق ، رغم أن نيودلهي لم تتخذ قرارًا بهذا الشأن.  كما أعرب بعض أعضاء جامعة الدول العربية عن دعمهم لمنح الهند مقعدًا دائمًا في مجلس الأمن الدولي .  كانت الهند من أوائل الدول التي اعترفت بفلسطين عندما تم إعلانها في تشرين الثاني (نوفمبر) 1988. في عام 2011 ، أكدت الهند أنها ستدعم فلسطين في محاولتها لنيل العضوية في الأمم المتحدة في اجتماع للجمعية العامة. 

### إيران
لطالما كانت العلاقات الإيرانية العربية مختلطة للغاية. لطالما صبغت الصراعات التاريخية داخل الشرق الأوسط تصورات الدول العربية المجاورة عن إيران . في بعض الأحيان يتعايشون بسلام ، بينما في أوقات أخرى في صراع مرير. يتمتع عرب شمال إفريقيا من الجزء الأكبر بعلاقات أوثق مع إيران بسبب العلاقة التاريخية المحدودة بينهم وبين إيران.

### إسرائيل
ست دول عربية فقط تعترف بإسرائيل : مصر والأردن والإمارات العربية المتحدة والبحرين والسودان والمغرب . بعد حرب غزة 2008-09 ، قطعت قطر وموريتانيا علاقاتهما مع إسرائيل. 

### الصين
أدى الازدهار الاقتصادي الأخير في جمهورية الصين الشعبية إلى زيادة الطلب على النفط والمنتجات البترولية الخام الأخرى ، والتي تم توفير الكثير منها من قبل الدول الأعضاء في جامعة الدول العربية. زادت العلاقات الصينية العربية في السنوات القليلة الماضية مع إقامة العديد من منتديات الأعمال والمؤتمرات والاجتماعات العربية الصينية لزيادة التجارة والتعاون في السنوات الأخيرة. الصين هي ثاني أكبر مستثمر مالي في السودان بعد الأعضاء الآخرين في جامعة الدول العربية ، ونتيجة لذلك يتم إرسال غالبية إنتاج السودان من البترول إلى الخارج إلى الصين. كما أقيمت علاقات خارجية مع دول جامعة الدول العربية في المغرب والجزائر ومصر والعراق وسوريا من أجل زيادة الاستثمار في إنتاج البترول في الشرق الأوسط وشمال إفريقيا.
اعتبارًا من عام 2008 ، اتفقت جامعة الدول العربية وجمهورية الصين الشعبية على إنشاء منتدى سنوي بين الطرفين لمناقشة مسائل الاقتصاد والتجارة والدراسات البيئية. في عام 2009 ، تم توسيع المنتدى ليشمل أيضًا مناقشة المشاريع النووية المختلفة.

### روسيا

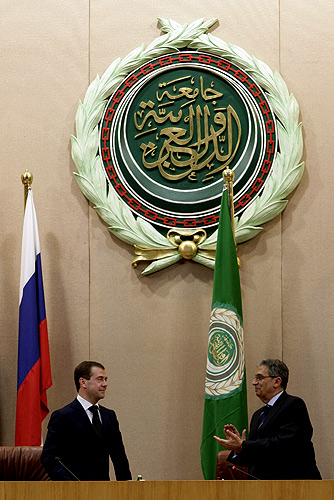
الأمين العام لجامعة الدول العربية عمرو موسى مع الرئيس الروسي دميتري ميدفيديف في مقر جامعة الدول العربية في القاهرة ، مصر.

تعود العلاقات العربية الروسية إلى الخزر وحروبهم مع الإمبراطورية العربية ، لكنها ازدهرت أكثر في ظل الاتحاد السوفيتي ، مع دعم الاتحاد الشيوعي للجمهوريات الاشتراكية السوفياتية للعديد من الأنظمة العربية الاشتراكية ضد الولايات المتحدة الرأسمالية خلال الحرب الباردة ، أنظمة مثل مصر عبد الناصر والأنظمة البعثية في سوريا والعراق ، فضلاً عن الأنظمة الاشتراكية الأخرى في ليبيا واليمن الجنوبي.
بعد انتهاء الحرب الباردة وإنشاء الاتحاد الروسي ، أقيمت علاقات جديدة. تحاول روسيا بعلاقاتها الدبلوماسية القوية مع الدول العربية من الحقبة السوفيتية استعادة قوتها من خلال دعم قضاياها ، وخاصة في مجلس الأمن.

### تركيا
أعربت تركيا عن رغبتها في الحصول على صفة مراقب في الجامعة العربية ، لكنها رُفضت لأسباب سياسية عديدة. أحد أسباب الرفض جاء من العراق وسوريا بسبب مشاريع المياه التركية على نهري دجلة والفرات ، وخاصة سد أتاتورك . كما أن اختيار ولاية هاتاي للضم الذاتي لتركيا في عام 1939 لم تعترف به سوريا أبدًا ، والتي استمرت في إظهار مقاطعة هاتاي التركية كجزء من الأراضي السورية في خرائطها.
اليوم ، حسّنت تركيا علاقاتها مع مصر والمملكة العربية السعودية والإمارات العربية المتحدة وتونس والجزائر. كما أنها تعمل كوسيط رئيسي في عملية السلام الإسرائيلية السورية. ومع ذلك ، فإن الهم الأساسي بالنسبة لتركيا ينبع من إمكانية قيام دولة كردية مستقلة ناشئة عن عراق غير مستقر. تخوض تركيا حاليًا حربًا ضد المتمردين الأكراد على أراضيها ، والتي قتل فيها ما يقدر بنحو 37000 شخص.

### الولايات المتحدة الأمريكية
كانت علاقة الولايات المتحدة بالعالم العربي قبل الحرب العالمية الثانية محدودة. علاوة على ذلك ، بالمقارنة مع القوى الأوروبية مثل بريطانيا وفرنسا التي تمكنت من استعمار كل العالم العربي تقريبًا بعد هزيمة الإمبراطورية العثمانية في عام 1918 ، كانت الولايات المتحدة تحظى بشعبية واحترام بين العرب ، لأنها جلبت الطب الحديث ،وإنشاء مؤسسات تعليمية في عدة دول عربية. كما زودت الولايات المتحدة العالم العربي بمهندسي بترول ذوي مهارات عالية. وهكذا ، كانت هناك بعض الروابط التي تمت بين الولايات المتحدة والعالم العربي قبل الحرب العالمية الثانية. من الأمثلة الأخرى على التعاون بين الولايات المتحدة والعالم العربي اتفاقية الخط الأحمر الموقعة في عام 1928 واتفاقية البترول الأنجلو أمريكية الموقعة في عام 1944. كانت كلتا الاتفاقيتين ملزمتين قانونًا وتعكسان مصلحة أمريكية في السيطرة على موارد الطاقة العربية والشرق أوسطية ، أي النفط ، علاوة على ذلك ، عكست ضرورة أمنية أمريكية لمنع (إعادة) ظهور منافس إقليمي قوي. كانت اتفاقية الخط الأحمر جزءًا من شبكة من الاتفاقيات التي تم التوصل إليها في العشرينيات من القرن الماضي لتقييد المعروض من البترول والتأكد من أن الشركات الكبرى [الأمريكية] ... يمكنها التحكم في أسعار النفط في الأسواق العالمية. حكمت اتفاقية الخط الأحمر تطوير النفط العربي على مدى العقدين المقبلين. استندت اتفاقية البترول الأنجلو أمريكية لعام 1944 إلى مفاوضات بين الولايات المتحدة وبريطانيا حول السيطرة على النفط العربي والشرق الأوسط.

### أوزبكستان
كانت علاقات جامعة الدول العربية مع أوزبكستان شبه معدومة حتى عام 2007. ثم التقى الأمين العام لجامعة الدول العربية عمرو موسى والرئيس الأوزبكي إسلام كريموف لمواصلة المباحثات التي جرت سابقًا في القاهرة ، من أجل مزيد من التعاون العربي مع آسيا الوسطى والمزيد من دعم آسيا الوسطى للقضايا العربية ، مثل العراق والسودان وفلسطين. 